# 명신산업
명신산업 주식회사는 경상북도 경주시 천북면천북산단로 91에 본사를 둔 자동차 차체 부품 제조 기업이다.